# 1993 في الإكوادور
فيما يلي قوائم الأحداث التي وقعت خلال عام 1993 في الإكوادور.

## رياضة
- 1 يناير – كوبا أمريكا 1993

## مواليد

### فبراير
- 6 فبراير – إيلي ستريلا لاعب كرة قدم إكوادوري.

### مارس
- 4 مارس – خوسيه مينه لاعب كرة قدم إكوادوري.
- 31 مارس – جاكوب موريلو لاعب كرة قدم إكوادوري.

### أبريل
- 10 أبريل – أندريا فيرا لاعبة كرة قدم إكوادورية.
- 11 أبريل – لويس فرناندو ليون لاعب كرة قدم إكوادوري.

### يونيو
- 10 يونيو – إيتالو بيريا ملاكم إكوادوري.

### سبتمبر
- 20 سبتمبر – لويس غارسيا لاعب كرة قدم إكوادوري.
- 26 سبتمبر – بيدرو بابلو فيلاسكو لاعب كرة قدم إكوادوري.
- 27 سبتمبر – خوليو ميركادو لاعب كرة قدم إكوادوري.

## وفيات

### ديسمبر
- 26 ديسمبر – كارلوس مونيوث (مواليد 1964) لاعب كرة قدم إكوادوري.